# Olga María Ramos
Olga María Ramos (Madrid, 19 de diciembre de 1947) es una cupletista española, escritora, compositora, cantante, actriz y locutora. Olga María Ramos ha dedicado la mayor parte de su trayectoria a interpretar e investigar el cuplé en el marco de artículos, libros, interpretaciones, grabaciones y numerosas conferencias y conferencias-concierto de su especialidad.

## Biografía
Sus padres, la música y cupletista  Trinidad Olga Ramos Sanguino (conocida artísticamente como Olga Ramos), apodada la Reina del Cuplé y el compositor Enrique Ramírez de Gamboa, El Cipri, quisieron que aprendiera idiomas, así que fue alumna del Liceo Francés de Madrid: Su biógrafo, Javier Barreiro resume su trayectoria en estas líneas:
Vivió desde niña el ambiente musical de los cafés-concierto e incluso llegó a formar con cuatro amigas un conjunto musical, Las Akelas, que grabó un disco, pero, encaminada por sus padres, cursó estudios de idiomas y trabajó como azafata aérea durante un largo periodo. Separada de su marido en 1983, comenzó a actuar con su madre en el que fue famoso local “Las noches del cuplé” en la madrileña calle de La Palma, desde 1985 hasta su cierre en 1999. Desde entonces es una de las escasísimas artistas que mantiene en pie el género con actuaciones tanto en España, como en muy diversos lugares del mundo. Con excelente presencia física, formación musical y preparada culturalmente como para dar, además de recitales, conferencias sobre el género, ha hecho numerosos programas de radio. Es también compositora y letrista, autora de casi un centenar de composiciones registradas, y posee una voz muy adecuada para el cuplé, con excelente afinación y rica en matices. En junio de 2013 le fue concedido el Premio Antena de Plata.
Además del conjunto Las Akelas, referido por Barreiro, con su madre compuso una pareja artística denominada Las Olgas por los aficionados al género.
Es hija de la actriz, violinista y cupletista Trinidad Olga Ramos Sanguino

### Libros
- De Madrid al cuplé... una crónica cantada, Madrid, La Librería, 2001, 256 págs. ISBN 8489411913
- Escenarios, Madrid, Smara, 2007, 72 págs. ISBN 849334298X

### Discografía
- De Madrid al cuplé, (CD DA), Dial Records, 2003
- De Madrid al chotis, (CD DA), Dial Discos, 2005
- Puro cuplé, (CD DA), Dial Discos, 2007

### Dirección e interpretación en musicales
- "Homenaje a Sara Montiel" , Primera cantante. Dirección: Pedro Víllora, Producción: Ayto de Madrid.
- "Madrid 20/80, loco amor de cabaret". Coprotagonista. Dirección: Pablo Garnacho. Producción: Tabló Vivant.
- "Por los Ojos de Raquel Meller", Invitada-Homenaje, actuación.
- "Las Tardes del Ritz" - Centenario del Hotel Ritz.Directora e intérprete.
- "El Cuplé" (Granada). Protagonista. Dirección: Miguel Sánchez Ruzafa. Producción: Ayto de Granada.
- "Noches del Cuplé", con Olga Ramos. Directora e intérprete.

### Intervenciones en radio, cine y televisión
Olga María Ramos ha participado o participa en numerosos programas de televisión relacionados con la historia de Madrid y de España en el siglo XX,  la música, la copla y el cuplé. Ejemplo de programas en que ha intervenido: ¡Qué tiempo tan feliz!, Cine de barrio, "Entre Amigos", Esto es espectáculo, "El Tren",  "Amigos en la noche", Nuestro cine, "Te espero en Madrid", "Bravo por la Copla", Confidencias, Buenos días, Madrid, "Dentro del camerino", España en la memoria, "No me lo puedo creer", Noticieros Televisa (México), etc. Ha sido objeto de distintos reportajes e informativos.  Protagonizó el capítulo “Jacqueline” de la popular serie de televisión Médico de Familia. Dirección: Daniel Écija. Producción: Globomedia. Es protagonista habitual o esporádico de numerosos programas de radio (RNE, COPE, Esradio, Libertad FM, Somos Radio y Gestiona Radio) además de dirigir y presentar durante tres años el espacio “De Madrid al Cuplé” en Radio Sol XXI.
En 2020 formó parte del elenco de la película Amalia en el otoño.

### Premios y distinciones
- Medalla de Agustín Lara (Fundación Agustín Lara, México)
- Medalla de Plata de Burdeos (Ayuntamiento de Burdeos, Francia)
- Relicario de Plata, (Asociación Raquel Meller)
- Antena de Plata en Espectáculos (Federación de Asociaciones de Radio y Televisión)